# Amphoe Changhan
Amphoe Changhan (Thai: อำเภอ จังหาร) ist ein Landkreis (Amphoe – Verwaltungs-Distrikt) im Nordwesten der Provinz Roi Et. Die Provinz Roi Et liegt in der Nordostregion von Thailand, dem so genannten Isan.

## Geographie
Amphoe Changhan grenzt an die folgenden Landkreise (von Osten im Uhrzeigersinn): an die Amphoe Chiang Khwan und Mueang Roi Et in der Provinz Roi Et, an Amphoe Mueang Maha Sarakham der Provinz Maha Sarakham, sowie an die Amphoe Khong Chai und Kamalasai der Provinz Kalasin.

## Geschichte
Changhan wurde am 1. April 1989 zunächst als „Zweigkreis“ (King Amphoe) eingerichtet, indem fünf Tambon vom Amphoe Mueang Roi Et abgetrennt wurden. Tambon Yang Nai wurde im Juli 1989 vom Tambon Pa Fa und Phakwaen im Juli 1990 von Muang Lat abgetrennt. Am 8. September 1995 wurde Changhan zum Amphoe heraufgestuft.

## Verwaltungseinheiten

### Provinzverwaltung
Der Landkreis Changhan ist in acht Tambon („Unterbezirke“ oder „Gemeinden“) eingeteilt, die sich weiter in 110 Muban („Dörfer“) unterteilen.
| Nr. | Name      | Thai   | Muban | Einw. |
| --- | --------- | ------ | ----- | ----- |
| 1.  | Din Dam   | ดินดำ   | 17    | 7.135 |
| 2.  | Pa Fa     | ปาฝา   | 12    | 5.413 |
| 3.  | Muang Lat | ม่วงลาด | 12    | 5.532 |
| 4.  | Changhan  | จังหาร  | 19    | 7.047 |
| 5.  | Dong Sing | ดงสิงห์  | 18    | 9.364 |
| 6.  | Yang Yai  | ยางใหญ่ | 10    | 4.176 |
| 7.  | Phak Waen | ผักแว่น  | 13    | 5.007 |
| 8.  | Saen Chat | แสนชาติ | 09    | 3.221 |

### Lokalverwaltung
Es gibt vier Kommunen mit „Kleinstadt“-Status (Thesaban Tambon) im Landkreis:
- Changhan (Thai: เทศบาลตำบลจังหาร) bestehend aus dem kompletten Tambon Changhan.
- Dong Sing (Thai: เทศบาลตำบลดงสิงห์) bestehend aus dem kompletten Tambon Dong Sing.
- Phak Waen (Thai: เทศบาลตำบลผักแว่น) bestehend aus dem kompletten Tambon Phak Waen.
- Din Dam (Thai: เทศบาลตำบลดินดำ) bestehend aus dem kompletten Tambon Din Dam.

Außerdem gibt es vier „Tambon-Verwaltungsorganisationen“ (องค์การบริหารส่วนตำบล – Tambon Administrative Organizations, TAO):
- Pa Fa (Thai: องค์การบริหารส่วนตำบลปาฝา) bestehend aus dem kompletten Tambon Pa Fa.
- Muang Lat (Thai: องค์การบริหารส่วนตำบลม่วงลาด) bestehend aus dem kompletten Tambon Muang Lat.
- Yang Yai (Thai: องค์การบริหารส่วนตำบลยางใหญ่) bestehend aus dem kompletten Tambon Yang Yai.
- Saen Chat (Thai: องค์การบริหารส่วนตำบลแสนชาติ) bestehend aus dem kompletten Tambon Saen Chat.